# Король и я (мюзикл)
«Король и я» (англ. The King and I) — мюзикл, созданный композитором Ричардом Роджерсом и либреттистом Оскаром Хаммерстайном. В основу был положен сюжет романа Маргарет Лэндон «Анна и король Сиама» (1944), для которого, в свою очередь, основой послужила история жизни Анны Леонуэнс. В 1860-х годах Леонуэнс была школьной учительницей у детей сиамского короля Монгкута, о чём написала мемуары.
Премьера мюзикла «Король и я» состоялась в 1951 году. Это шестая совместная работа Роджерса и Хаммерстайна. Она выдержала более тысячи представлений на Бродвее и завоевала пять премий «Тони», включая награду за лучший мюзикл. В последующие годы мюзикл неоднократно ставился на сценах разных стран. В 1956 году вышел одноимённый фильм, в 1999 году Warner Bros. Animation совместно с Morgan Creek Productions сняла мультфильм.

## История создания
Когда в 1950 году менеджер Гертруды Лоуренс Фэнни Хольцманн подыскивал для неё новую роль, представитель агентства William Morris Agency отправил ему книгу Маргарет Лэндон «Анна и король Сиама». Агент, представлявший интересы Лоуренс, решил, что книга послужит идеальным материалом для новой актёрской работы. Хольцманн одобрил эту идею, но предложил сделать не пьесу, а мюзикл. Лоуренс надеялась, что композитором станет Кол Портер, но тот не выказал энтузиазма по поводу этого предложения, тогда Хольцманн отослал книгу Роджерсу и Хаммерстайну. Изначально Роджерс отказался из-за ограниченности вокального диапазона Лоуренс, но затем, чувствуя, что книга имеет большой потенциал, принял предложение.
Роль короля предлагали Рексу Харрисону, но актёр оказался уже занят в другой пьесе. Хольцманн связался с Ноэлом Кауардом, который не заинтересовался долгосрочным контрактом на роль, написанную для него не им самим. Роджерс выступал за Альфреда Дрейка, однако тот был готов подписать контракт только на 6 месяцев.
Работа над мюзиклом началась осенью 1950 года. Оскар Хаммерстайн планировал писать либретто в сотрудничестве с Джошуа Логаном, но после отказа Логана занялся этим сам, а в качестве режиссёра нанял Джона Ван Друтена, работавшего с Гертрудой Лоуренс на протяжении нескольких лет. Остальными членами творческого коллектива были хореограф Джером Роббинс, мастер по свету и декорациям Джо Мильзнер и художник по костюмам Ирена Шараф. Также было запланировано прослушивание для выбора актёра на роль короля. Первым на сцену вышел Юл Бриннер, чья мощная актёрская работа так впечатлила продюсеров, что ему немедленно предложили роль.
Бюджет мюзикла составил $ 360 тыс., что делало его самой дорогостоящей постановкой Роджерса и Хаммерстайна на тот момент. Компания 20th Century Fox, владевшая правами на экранизацию, выделила 40 тыс., финансовую поддержку оказали инвесторы — Джошуа Логан, коллега Юла Бриннера по мюзиклу «Песня лютни» Мэри Мартин, Лиленд Хейуард и другие. Лоуренс быстро поняла, что её партия была более сложной, чем ей когда-либо приходилось петь в прошлом, и боялась, не взяла ли она непосильный груз. Хотя Роджерс писал музыку специально для неё, с учётом её вокальных данных, Лоуренс всё равно едва справлялась с песнями. Кроме того, она страдала от ларингита и пропустила генеральную репетицию, но смогла выступить на предварительном публичном показе «Короля», который состоялся 27 февраля 1951 года на Бродвее. После смерти Лоуренс от рака печени в августе 1952 года её роль исполняла Констанс Карпентер.

## Сюжет
Действие происходит в Бангкоке в 1862 году. Овдовевшая учительница Анна Леонуэнс прибывает по просьбе короля Сиама, чтобы стать воспитательницей для его многочисленных отпрысков. Премьер-министр короля провожает Анну и её сына Луи во дворец. Анна обижена тем фактом, что король нарушил обещание относительно дома для неё и Луи за пределами дворца. Пока они ожидают аудиенции, король получает подарок от короля Бирмы — красавицу по имени Таптим, которая должна стать одной из его жён. Девушку сопровождает молодой человек. Очевидно, что он и Таптим любят друг друга. Король удаляется, но Анна обращается к нему и требует, чтобы её просьбу выслушали. Король вместо этого приказывает ей стоять и ожидать детей. Сначала разгневанная Анна планирует отплыть домой при первом удобном случае, если не получит обещанного дома, но увлекается общением с детьми и решает остаться.

## Список песен
| Акт I - Overture — оркестр - I Whistle a Happy Tune — Анна и Луи - My Lord and Master — Таптим - Hello, Young Lovers — Анна - The March of the Siamese Children — оркестр - Scene Before Curtain (Home Sweet Home) — дети - A Puzzlement — король - The Royal Bangkok Academy — Анна, жены и дети - Getting to Know You — Анна, жены и дети - We Kiss in a Shadow — Таптим и её возлюбленный - A Puzzlement (Reprise) — Луи и принц Чулалонгкорн - Shall I Tell You What I Think of You? — Анна - Something Wonderful — Lady Thiang - Something Wonderful (Reprise) — Lady Thiang - Buddhist Prayer/Act I finale — король и др. | Акт II - Entr’acte — оркестр - Western People Funny — Lady Thiang and Wives - I Have Dreamed — Таптим и её возлюбленный - Hello, Young Lovers (Reprise) — Анна - The Small House of Uncle Thomas (Ballet) — Таптим и жёны - Song of the King — король - Shall We Dance? — Анна и король - I Whistle a Happy Tune (Reprise) — Анна |